# 배스킨라빈스

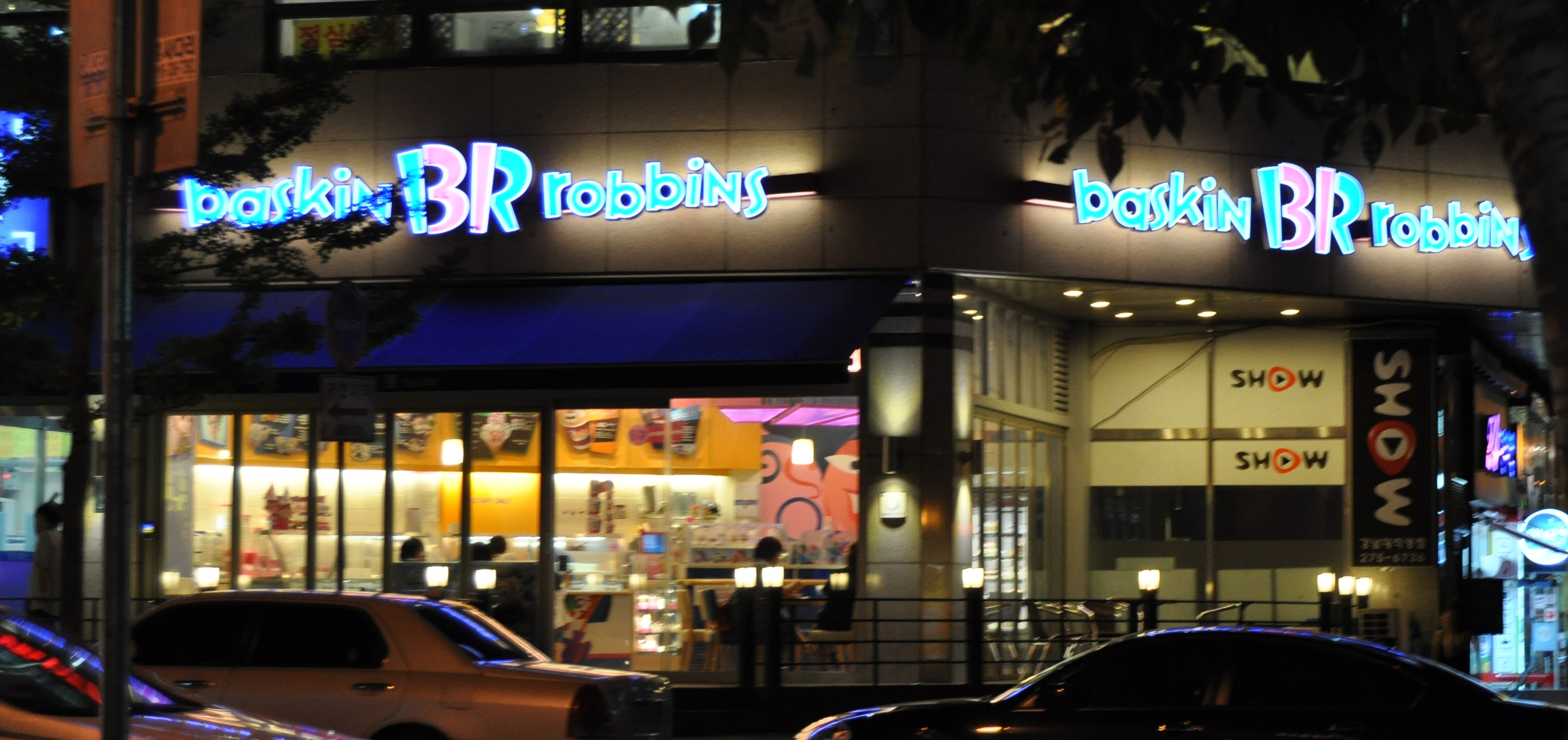
배스킨라빈스 매장(용인시 소재)

배스킨라빈스(영어: Baskin Robbins)는 인스파이어 브랜즈가 소유한 미국의 다국적 아이스크림 및 케이크 특산품 매장 체인이다. 배스킨라빈스는 1945년 버트 배스킨과 어브 로빈스가 글렌데일 (캘리포니아주)에서 설립했다. 본사는 매사추세츠주 캔턴에 있으며, 자매 브랜드인 던킨 도너츠와 공유한다. 전 세계에서 가장 큰 아이스크림 특산품 매장 체인으로, 7,800개 이상의 매장을 보유하고 있다.
이 회사는 고객이 매월 매일 다른 맛을 즐길 수 있다는 아이디어로 "31가지 맛"이라는 슬로건으로 유명하다. 로고는 "B"와 "R" 글자로 형성된 양식화된 "31"을 포함한다. 이 슬로건은 1953년 Carson-Roberts 광고 대행사(나중에 오길비 앤 매더와 합병)에서 나왔다. 회사는 1945년 이후 1,400개 이상의 맛을 선보였으며, 2019년에는 비건 및 비-유제품 맛도 추가되었다.

## 역사
1940년대 남부 캘리포니아에서 미국인 처남매인 버트 배스킨과 어브 로빈스는 각각 여러 아이스크림 가게를 열었다. 이 둘은 이전에 아이스크림 관련 경험이 있었다. 로빈스의 아버지는 로빈스가 십대 때 일했던 아이스크림 가게를 소유했고, 배스킨은 제2차 세계 대전 중 미국 해군에 있을 때 동료 병사들을 위해 아이스크림을 만들었다. 당시 미국 소비자들은 초콜릿, 딸기, 바닐라의 세 가지 기본 아이스크림 맛에 매우 집착했다. 하워드 존슨과 같은 아이스크림 판매업자들의 노력에도 불구하고 이러한 상황은 계속되었다.
로빈스는 1945년 글렌데일에 첫 번째 가게인 스노버드 아이스크림을 열고 21가지 맛을 판매했는데, 이는 당시로서는 새로운 숫자였다. 이듬해 배스킨은 패서디나에 첫 번째 가게인 버턴스 아이스크림 샵을 열었다. 두 사람은 빠르게 새 가게를 열었고 1948년에는 총 6개의 가게를 운영했다. 1949년에는 40개 이상으로 늘어났다. 그 해, 그들은 생산에 대한 더 큰 통제권을 얻기 위해 버뱅크의 낙농장을 매입했다.

1953년, 개별 브랜드 정체성 접근 방식은 폐기되었고, 광고 회사 Carson/Roberts의 조언에 따라 "배스킨라빈스 31 아이스크림"이라는 법인이 설립되었다. "31"은 맛의 양을 의미했으며, 고객이 한 달 내내 새로운 맛을 맛볼 수 있다는 것을 의미했다. 이 중 일부 원래 맛에는 민트 초콜릿 칩, 블랙 월넛, 커피 캔디가 포함되었다. 확장하는 동안, 두 사람은 프랜차이즈 가게를 열기 시작했다. 많은 양의 맛 외에도, 배스킨라빈스는 재미의 가치를 반영하려는 의도로 분홍색과 갈색 폴카 도트와 광대를 포함한 장식, 그리고 그들이 도입한 작은 시식용 숟가락으로 인해 특이했다. 이는 이후 많은 아이스크림 가게에서 모방되었다.

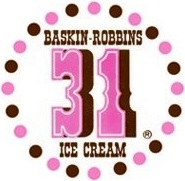
1953년부터 1980년까지 사용된 원래 로고

1949년에서 1962년 사이에 기업명은 헌팅턴 아이스크림 컴퍼니로 알려졌다. 이 이름은 배스킨-로빈스 파트너십의 후속이었고, 결국 1962년 11월 26일 배스킨라빈스 주식회사로 다시 변경되었다. 배스킨라빈스는 설립자들에 의해 소유되다가 1967년(버트 배스킨 사망 직전) 유나이티드 프루트 컴퍼니에 약 1,200만 달러로 추정되는 금액에 인수되었다. 1970년대에는 일본, 사우디아라비아, 대한민국, 오스트레일리아에 매장을 열면서 국제적으로 확장되었다.

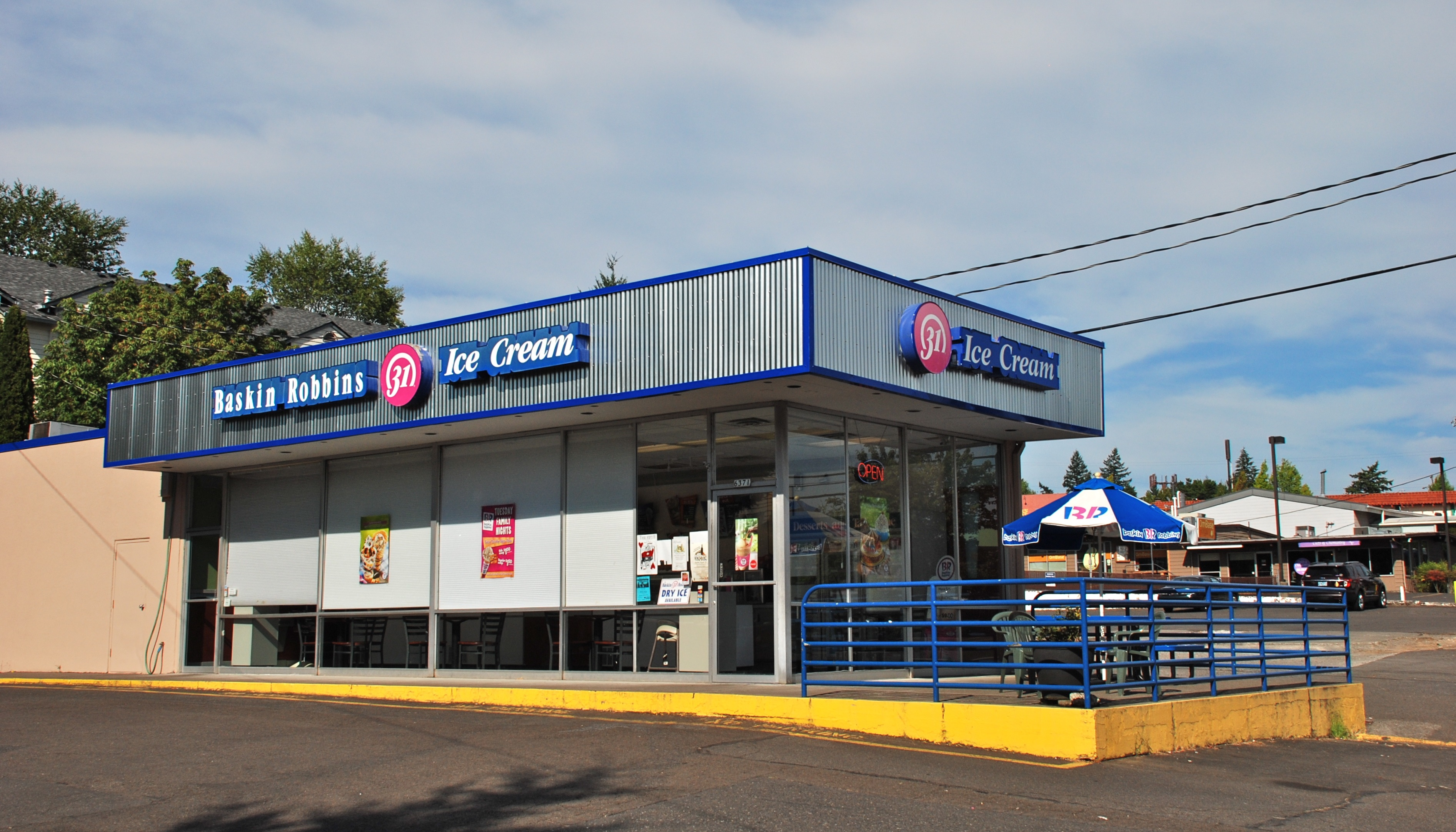
1967년 배스킨라빈스 매장, 포틀랜드, 오리건. 1991년~2006년 로고가 2013년 8월 8일에 남아 있었고(2014년 중반 폐점), 1960년대 체인 매장의 전형적인 디자인인 원래 모습을 유지했다.

1972년, 유나이티드 브랜즈가 IPO를 통해 17%를 매각하면서 회사는 공개되었다. 1년 후, 영국 식품 회사 J. Lyons and Co.는 유나이티드 브랜즈와 모든 공개 주식을 통해 배스킨라빈스를 인수했다. J. Lyons는 1978년 Allied Breweries와 합병하여 Allied-Lyons가 되었다. Allied-Lyons는 1994년 페드로 도메크 S.A.와 합병하여 Allied Domecq가 되었다. 배스킨라빈스와 던킨 도너츠는 던킨 브랜즈를 구성한다. 던킨 브랜즈는 2006년 베인 캐피탈, 토마스 H. 리 파트너스, 칼라일 그룹 등 사모펀드 그룹에 인수되기 전까지 Allied Domecq의 일부였다.

2006년 2월부터 2020년 12월 15일까지 미국에서 사용되었으며 국제적으로 여전히 사용 중인 세 번째 배스킨라빈스 로고

2006년, 회사의 "BR" 로고는 31가지 맛을 나타내는 숫자 "31"로도 사용되도록 업데이트되었는데, "31"은 로고의 나머지 부분이 파란색으로 표시되는 것과 대조적으로 분홍색으로 표시된 "BR" 글자의 일부로 형성된다.
2012년 8월, 던킨 브랜즈는 사모펀드에서 완전히 독립했다.

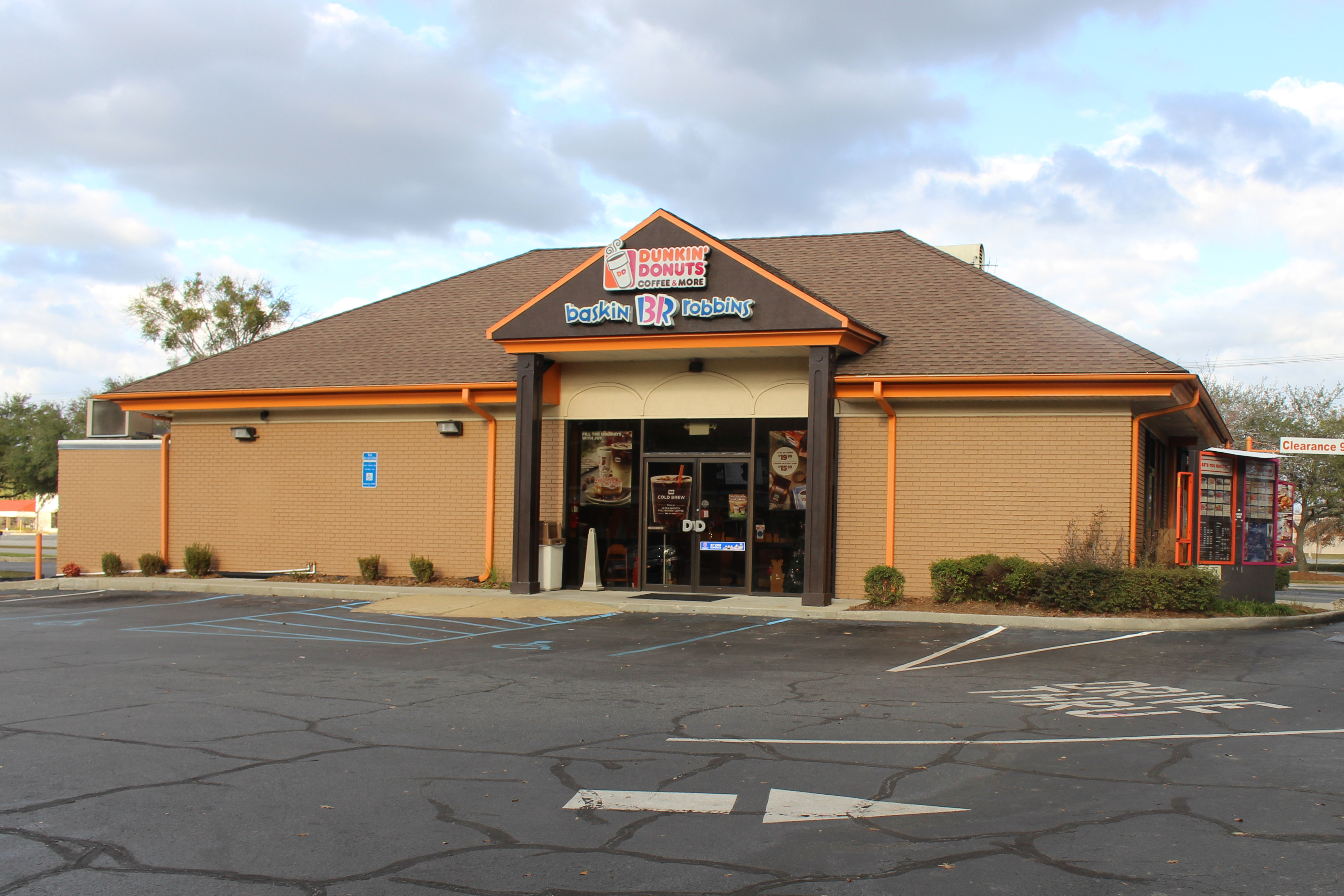
공동 브랜딩된 던킨 도너츠와 배스킨라빈스, 토머스빌, 조지아

배스킨라빈스는 2000년대 초반에 사업을 유지하는 데 어려움을 겪었지만, 2013년에서 2015년 사이에 36개의 새로운 매장을 열었다. 많은 새로운 배스킨라빈스 매장은 던킨 도너츠와 공동 브랜드로 운영되며, 2014년 3월에 개장한 샌디에이고의 두 브랜드 공동 매장은 캘리포니아 최초의 공동 브랜드 매장이다.
2014년, 배스킨라빈스는 처음으로 미국 전역의 슈퍼마켓에서 아이스크림을 판매하기 시작했다. 2017년 7월, 배스킨라빈스는 미국 22개 도시에서 아이스크림을 배달하기 위해 배달 서비스 플랫폼 도어대시에 매장을 추가하기 시작했다.
2020년 12월, 던킨 브랜즈는 인스파이어 브랜즈에 인수되었다.
배스킨라빈스는 2022년 4월 11일에 새로운 태그라인 "Seize the Yay"와 함께 업데이트된 로고를 공개했다.
크리스 벅과 버락 오바마는 유명한 전직 직원이다.

## 국제적 존재감

전 세계 배스킨라빈스 매장
현재 배스킨라빈스 매장이 있는 국가
과거 배스킨라빈스 매장이 있었던 국가

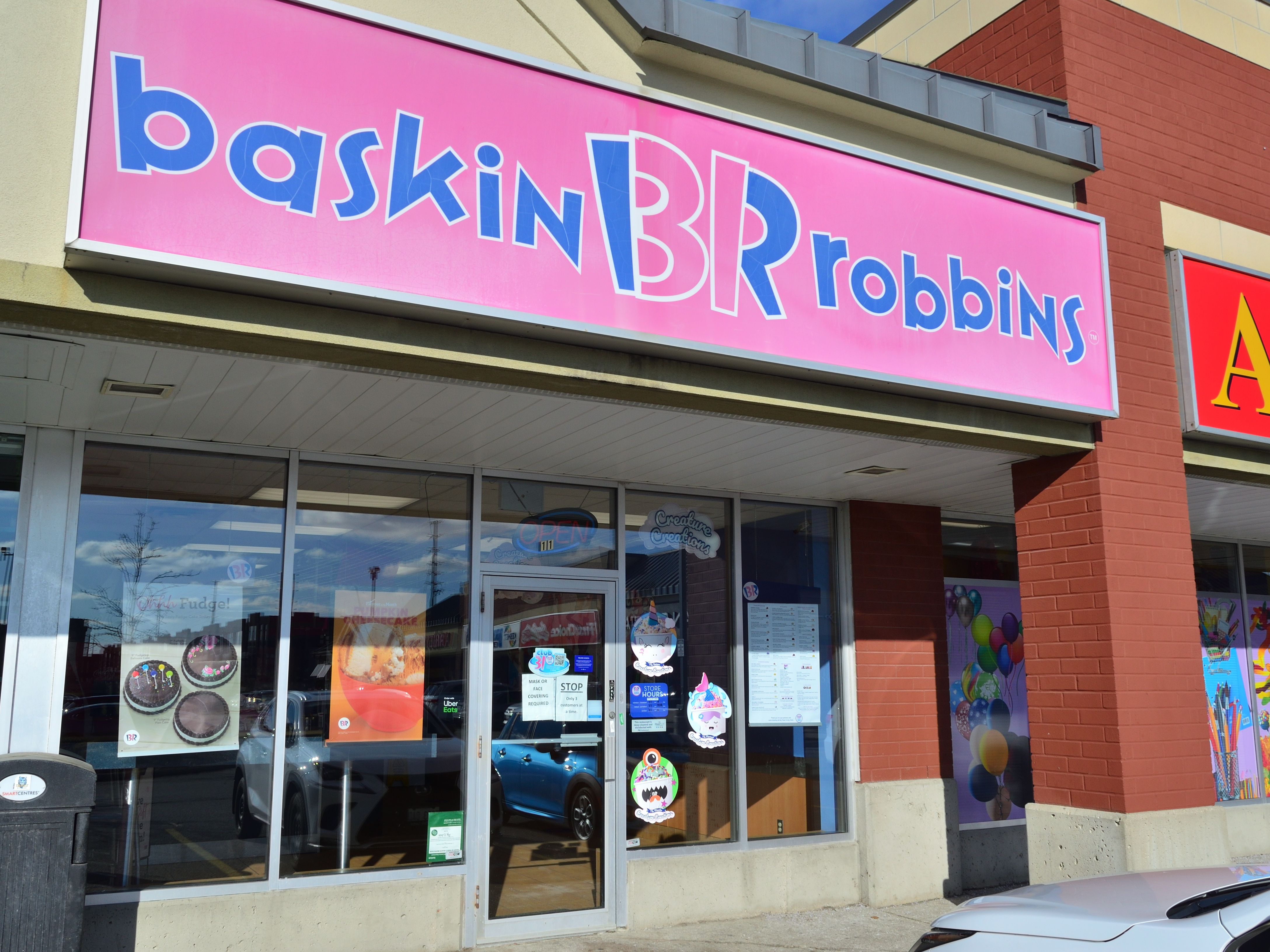
온타리오주 손힐의 배스킨라빈스

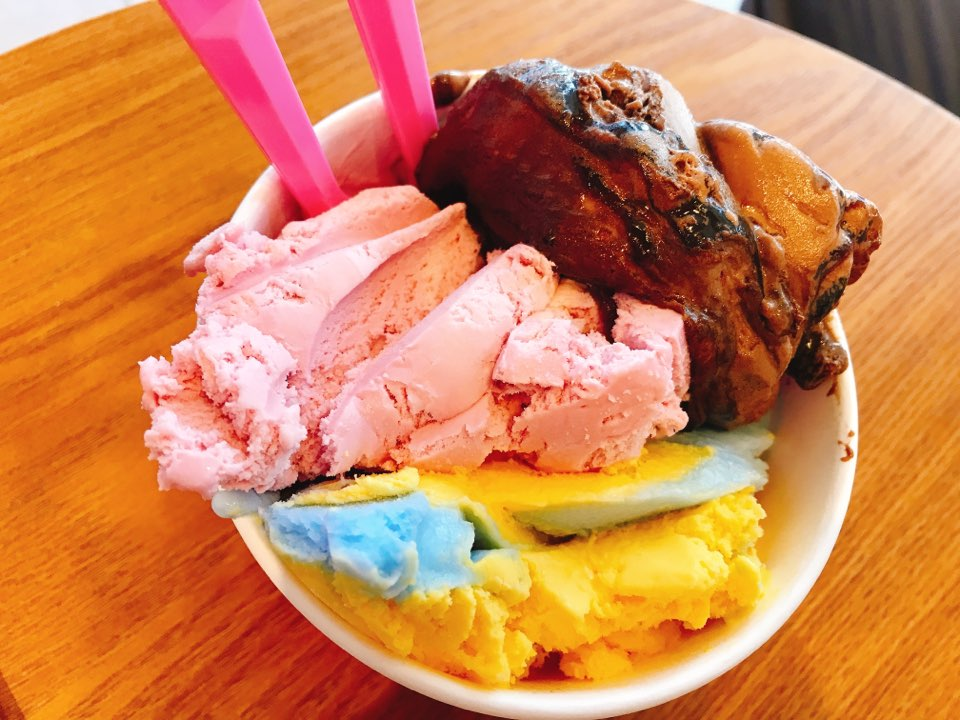
배스킨라빈스 아이스크림

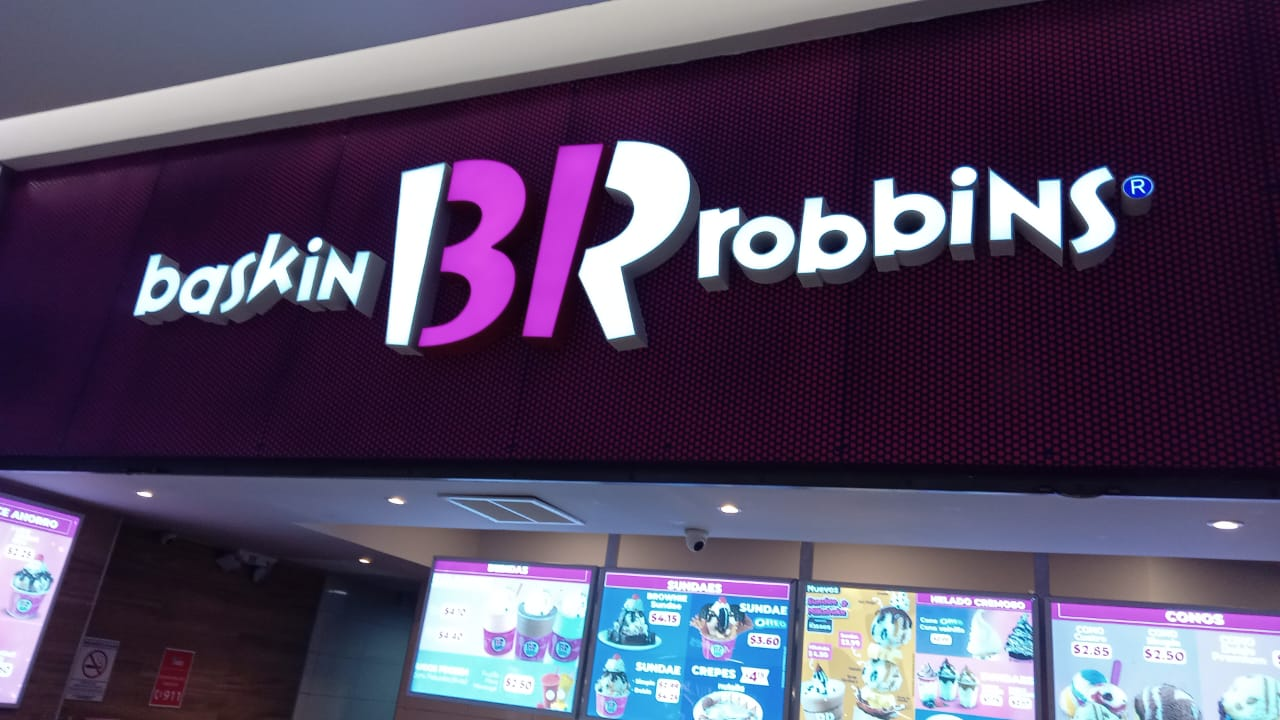
2022년 키토 에콰도르의 배스킨라빈스 아이스크림 가게

2017년 기준 배스킨라빈스는 아루바, 오스트레일리아, 바레인, 부탄, 캐나다, 중국, 콜롬비아, 퀴라소, 도미니카 공화국, 에콰도르, 에스토니아, 이집트, 온두라스, 인도, 인도네시아, 아일랜드, 일본, 카자흐스탄, 쿠웨이트, 라트비아, 말레이시아, 모로코, 네팔, 오만, 파키스탄, 카타르, 사우디아라비아, 싱가포르, 대한민국, 스페인, 스리랑카, 대만, 태국, 타지키스탄, 아랍에미리트, 영국, 미국, 우즈베키스탄, 베트남, 예멘에 8,000개 이상의 매장을 운영하고 있다. 국제 매장에서는 팥, 리치 골드, 블랙커런트, 칸탈루프 등 각국에서 인기 있는 아이스크림 맛을 선보인다.
아시아에서 배스킨라빈스의 가장 인기 있는 맛은 민트 초콜릿 칩과 쿠키 앤 크림이다.
배스킨라빈스는 과거 아르메니아, 아제르바이잔, 벨라루스, 몰타, 몰디브, 모리셔스, 멕시코, 네덜란드, 파나마, 필리핀, 포르투갈, 러시아, 남아프리카 공화국, 신트마르턴과 같은 다른 국가에도 진출했었다.
캄보디아에는 배스킨라빈스 매장이 없지만, 그들의 제품은 오 봉 팡 베이커리 프랜차이즈에서 공식적으로 판매된다.
방글라데시의 단독 매장은 폐쇄되었지만, 그들의 제품은 여러 지역 상점에서 판매된다.
일본, 대만, 중국, 필리핀에서는 배스킨라빈스가 "31" 또는 "31 아이스크림"으로 널리 알려져 있다.
| 대륙               | 대륙               | 국가 |
| ------------------ | ------------------ | --- |
| 아시아             | 동아시아           | 대한민국(SPC그룹 운영, 1985년 진출) · 대만 · 일본 · 중화인민공화국                                          |
| 아시아             | 서아시아           | 바레인 · 부탄 · 사우디아라비아 · 아랍에미리트 · 아르메니아 · 아제르바이잔 · 예멘 · 오만 · 카타르 · 쿠웨이트 |
| 아시아             | 남아시아           | 네팔 · 몰디브 · 방글라데시 · 스리랑카 · 인도 · 파키스탄                                                     |
| 아시아             | 중앙아시아         | 우즈베키스탄 · 카자흐스탄 · 타지키스탄                                                                      |
| 아시아             | 동남아시아         | 말레이시아 · 베트남 · 싱가포르 · 인도네시아 · 태국 · 필리핀                                                 |
| 유럽               | 동유럽             | 러시아 · 벨라루스                                                                                           |
| 유럽               | 서유럽             | 네덜란드 · 아일랜드 · 영국                                                                                  |
| 유럽               | 남유럽             | 스페인 · 포르투갈                                                                                           |
| 유럽               | 북유럽             | 덴마크 · 라트비아                                                                                           |
| 아프리카           | 동아프리카         | 모리셔스 |
| 아프리카           | 서아프리카         | |
| 아프리카           | 남아프리카         | 남아프리카 공화국                                                                                           |
| 아프리카           | 북아프리카         | 이집트 |
| 앵글로아메리카     | 앵글로아메리카     | 미국 · 캐나다                                                                                               |
| 라틴아메리카       | 라틴아메리카       | 도미니카 공화국 · 브라질 · 아루바 · 멕시코 · 에콰도르 · 온두라스 · 콜롬비아 · 퀴라소 · 파나마               |
| 오세아니아(대양주) | 오세아니아(대양주) | 오스트레일리아 · 뉴질랜드                                                                                   |

### 오스트레일리아
배스킨라빈스 오스트레일리아는 배스킨라빈스와 던킨의 모회사인 인스파이어 브랜즈의 완전 소유 자회사이자 운영사이다. 2010년 10월, 던킨 브랜즈는 오스트레일리아의 배스킨라빈스에 대한 파산한 Allied Brands Group과의 라이선스 계약을 종료하고, 현재는 오스트레일리아 프랜차이즈를 직접 지원하고 있다. 배스킨라빈스 오스트레일리아 프랜차이즈 지원 및 교육 센터는 브리즈번에 위치하고 있다.

### 아일랜드
배스킨라빈스는 2015년에 아일랜드와 북아일랜드에 총 8개의 매장을 열었다.

### 대한민국

#### 대형마트 내
- 서울특별시: 이마트용산점, 이마트가든5점, 이마트청계천점, 이마트구로점, 이마트목동점, 이마트명일점, 이마트월계점, 롯데마트중계점, 홈플러스잠실점, 홈플러스동대문점, 홈플러스금천점, 홈플러스시흥점, 홈플러스영등포점, 홈플러스신도림점, 홈플러스신내점, 홈플러스강서점, 홈플러스가양점
- 경기도: 이마트성남점, 이마트광명소하점, 이마트산본점, 이마트하남점, 이마트다산점, 이마트수지점, 이마트광교점, 이마트수원점, 이마트남양주점, 이마트고잔점, 이마트풍산점, 이마트시화점, 이마트화성봉담점, 이마트동탄점, 이마트파주운정점, 이마트오산점, 이마트양주점, 이마트포천점, 이마트평택점, 롯데마트안산점, 롯데마트시흥배곧점, 홈플러스평촌점, 홈플러스야탑점, 홈플러스부천소사점, 홈플러스부천여월점, 홈플러스북수원점, 홈플러스서수원점, 홈플러스동수원점, 홈플러스안산고잔점, 홈플러스고양터미널점, 홈플러스영통점, 홈플러스의정부점, 홈플러스진접점, 홈플러스시화점, 홈플러스병점점, 홈플러스김포점, 홈플러스동탄점, 홈플러스파주운정점, 홈플러스화성향남점, 홈플러스문산점, 홈플러스송탄점, 이마트트레이더스안산점, 홈플러스익스프레스세교점
- 인천광역시: 이마트연수점, 이마트검단점, 이마트동인천점, 롯데마트검단점, 홈플러스작전점, 홈플러스인천논현점, 홈플러스간석점, 홈플러스인천연수점, 홈플러스인하점, 홈플러스인천청라점, 홈플러스송도점
- 강원특별자치도: 이마트춘천점, 이마트강릉점
- 대전광역시: 이마트대전둔산점, 홈플러스유성점, 홈플러스문화점
- 세종특별자치시: 이마트세종점, 홈플러스세종점
- 충청남도: 이마트천안서북점, 이마트천안점, 롯데마트천안점, 홈플러스천안점
- 충청북도: 이마트제천점, 롯데마트충주점, 홈플러스청주점
- 부산광역시: 이마트금정점, 이마트사상점, 이마트연제점, 이마트문현점, 롯데마트부산점, 홈플러스부산정관점, 홈플러스아시아드점, 홈플러스센텀시티점
- 울산광역시: 이마트울산점, 홈플러스울산북구점, 홈플러스울산중구점, 홈플러스울산남구점
- 경상남도: 이마트진주점, 이마트창원점, 이마트양산점, 이마트김해점, 이마트통영점, 홈플러스마산점, 홈플러스창원점, 홈플러스김해점, 홈플러스거제점
- 대구광역시: 이마트월배점, 이마트만촌점, 이마트반야월점, 홈플러스칠곡점, 홈플러스성서점, 홈플러스상인점
- 경상북도: 이마트김천점, 이마트동구미점, 이마트경산점, 이마트포항점, 홈플러스영주점, 홈플러스구미점
- 광주광역시: 이마트광주점, 롯데마트수완점, 홈플러스동광주점, 홈플러스광주하남점
- 전라남도: 이마트순천점, 홈플러스광양점
- 전북특별자치도: 이마트군산점, 홈플러스전주완산점, 홈플러스전주효자점

## 논란

### 대한민국

#### 경품 약속 불이행 및 회사 비품 압류 사건
배스킨라빈스의 대한민국 영업을 담당하고 있는 회사인 비알코리아는 2009년 7월 24일 회사의 인터넷 홈페이지에서 일본 여행 이벤트를 진행하였다. 이벤트 당첨자인 최수진 변호사는 크리스마스 연휴에 여행하겠다고 약속 이행을 요청했으나 회사는 성수기라서 예약할 수 없다고 묵살했고, 나중에는 호텔 무료 숙박이 하룻밤만 가능하다며 당초에 없던 조건까지 달았다. 이에 당첨자는 애초에 성수기를 빼고 2009년 9월 이후에 경품 사용이 가능하다고 안내했을 뿐 성수기가 언제인지 명시하지 않았고 항공편이 격일로 운행된다는 점을 내세워 이틀간 숙박을 제공하라고 요구했다. 하지만, 비알코리아는 뒤늦게 홈페이지의 이벤트 안내문에 호텔 이용이 1박이라는 내용을 끼워넣은 뒤 애초에 숙박을 하룻밤만 제공하는 것으로 알렸다고 주장하는 등 끝까지 소비자를 우롱하는 듯한 태도로 일관했다. 이에 격분한 당첨자는 법원에 소송을 제기하여 2010년 1월에 `2박3일 호텔 숙박료 및 항공료 108만원과 지연 이자를 지급하라'고 판결을 받았으며, 비알코리아가 항소를 포기해 이 판결은 확정됐다.
하지만 이후에도 배상금 지급이 이루어지지 않자 당첨자가 2월 8일에 강제집행을 신청하여 법원이 2월 11일에 비알코리아 본사의 에어컨 4대를 압류하였다. 결국 비알코리아는 압류 당일 법원이 지급을 명한 금액에 상당하는 액수를 공탁한 데 이어 법원을 통해 강제 집행비용 등 채무 전액을 사실상 갚았고, 회사 고위직 2명이 당첨자를 방문해 사과의 뜻을 표명했으며 회사 홈페이지에 사과문을 게시했으나, 고객과의 신뢰를 저버렸다는 비난을 받았다.

## 스폰서
- 2002년 스타우트 & 배스킨라빈스배 KPGA 투어 4차리그

## 메뉴
- 31요거트
- 그린티
- 레인보우 샤베트
- 민트 초콜릿 칩
- 베리베리 스트로베리
- 바닐라
- 바람과 함께 사라지다
- 사랑에 빠진 딸기
- 슈팅스타
- 아몬드 봉봉
- 엄마는 외계인
- 월넛
- 자모카 아몬드 훠지
- 체리 쥬빌레
- 초콜릿
- 초콜릿 무스
- 쿠키 앤 크림
- 피스타치오 아몬드
- 이상한 나라의 솜사탕
- 초코나무 숲
- 뉴욕 치즈 케잌
- 찰떡 궁합
- 마법사의 할로윈

## 같이 보기
- 파스쿠찌
- 잠바주스
- 던킨 도너츠
- 파리크라상